# アイシーピー
株式会社アイシーピーは、日本の出版社。

## 概要
『DUO』シリーズの英単語集を出版している。